# داجون (قصة قصيرة)
«داغون» (بالإنجليزية: Dagon)‏ هي قصة قصيرة بقلم هوارد فيليبس لافكرافت، وكتبها في يوليو 1917م، وهي إحدى أوائل القصص التي كتبها لافكرافت بعد بلوغه سن الرشد. وقد نشرت لأول مرة في طبعة نوفمبر 1919م من مجلة ذا فاغرانت (العدد رقم 11).